# Heike Drechsler
Heike Gabriela Drechsler, nemška atletinja, * 16. december 1964, Gera, Turingija, Vzhodna Nemčija.
Heike Drechsler je nastopila na poletnih olimpijskih igrah v letih 1988 v Seulu za Vzhodno Nemčijo ter 1992 v Barceloni in 2000 v Sydneyju za Nemčijo. Na igrah leta 1988 je osvojila srebrno medaljo v skoku v daljino ter bronasti medalji v teku na 100 m in 200 m. V letih 1992 in 2000 pa je osvojila naslova olimpijske prvakinje v skoku v daljino. Na svetovnih prvenstvih je osvojila naslov prvakinje v letih 1983 in 1993 ter še po eno srebrno in bronasto medaljo v skoku v daljino ter bronasto medaljo tudi v štafeti 4x100 m. Na Svetovnem dvoranskem prvenstvu 1987 je zmagala v skoku v daljino in teku na 200 m, na evropskih prvenstvih pa je osvojila naslove prvakinje v skoku v daljino v letih 1986, 1990, 1994 in 1998 ter zlato in srebrno medaljo v teku na 200 m. 22. septembra 1985 je postavila svetovni rekord v skoku v daljino z dolžino 7,44 m, leta 1985 pa je rekord izboljšala na 7,45 m, kar ji je uspelo dvakrat. Leta 1986 je dvakrat tudi izenačila svetovni rekord v teku na 200 m Marite Koch s časom 21,71 s. 21. novembra 2014 je bila sprejeta v Mednarodni atletski hram slavnih.